# GOLPH3L
GOLPH3L (англ. Golgi phosphoprotein 3 like) – білок, який кодується однойменним геном, розташованим у людей на 1-й хромосомі. Довжина поліпептидного ланцюга білка становить 285 амінокислот, а молекулярна маса — 32 767.
| 10         |  | 20         |  | 30         |  | 40         |  | 50         |
| ---------- |  | ---------- |  | ---------- |  | ---------- |  | ---------- |
| MTTLTHRARR |  | TEISKNSEKK |  | MESEEDSNWE |  | KSPDNEDSGD |  | SKDIRLTLME |
| EVLLLGLKDK |  | EGYTSFWNDC |  | ISSGLRGGIL |  | IELAMRGRIY |  | LEPPTMRKKR |
| LLDRKVLLKS |  | DSPTGDVLLD |  | ETLKHIKATE |  | PTETVQTWIE |  | LLTGETWNPF |
| KLQYQLRNVR |  | ERIAKNLVEK |  | GILTTEKQNF |  | LLFDMTTHPV |  | TNTTEKQRLV |
| KKLQDSVLER |  | WVNDPQRMDK |  | RTLALLVLAH |  | SSDVLENVFS |  | SLTDDKYDVA |
| MNRAKDLVEL |  | DPEVEGTKPS |  | ATEMIWAVLA |  | AFNKS      |  |            |

A: Аланін

C: Цистеїн

D: Аспарагінова кислота

E: Глутамінова кислота

F: Фенілаланін

G: Гліцин

H: Гістидин

I: Ізолейцин

K: Лізин

L: Лейцин

M: Метіонін

N: Аспарагін

P: Пролін

Q: Глутамін

R: Аргінін

S: Серин

T: Треонін

V: Валін

W: Триптофан

Кодований геном білок за функцією належить до фосфопротеїнів. 
Задіяний у такому біологічному процесі, як альтернативний сплайсинг. 
Білок має сайт для зв'язування з ліпідами. 
Локалізований у мембрані, апараті гольджі.